# Lista recordurilor mondiale la înot
Recordurile mondiale la înot sunt ratificate de FINA, organismul internațional de conducere al înotului. Recordurile pot fi stabilite în piscine cu bazin lung (50 metri) sau bazin scurt (25 metri). FINA recunoaște recorduri mondiale la următoarele evenimente atât pentru bărbați, cât și pentru femei, cu excepția ștafetelor mixte, unde echipele sunt formate din doi bărbați și două femei.
- Liber: 50 m, 100 m, 200 m, 400 m, 800 m, 1500 m
- Spate: 50 m, 100 m, 200 m
- Bras: 50 m, 100 m, 200 m
- Fluture: 50 m, 100 m, 200 m
- Individual mixt: 100 m (doar bazin scurt), 200 m, 400 m
- Ștafetă: 4×50 m liber (doar bazin scurt), 4×100 m liber, 4×200 m liber, 4×50 m mixt (doar bazin scurt), 4×100 m mixt
- Ștafetă mixt: 4×50 m liber (doar bazin scurt), 4×100 m liber (doar bazin lung), 4×50 m mixt (doar bazin scurt), 4×100 m mixt (doar bazin lung)

## Bazin lung (50 metri)

### Masculin
| Probă         | Timp     | +  | Sportiv                                                                                       | Naționlitate               | Dată              | Eveniment             | Loc                    | Ref                     |
| ------------- | -------- | -- | --------------------------------------------------------------------------------------------- | -------------------------- | ----------------- | --------------------- | ---------------------- | ----------------------- |
| Stil liber    |          |    |                                                                                               |                            |                   |                       |                        |                         |
| 50 m          | 20.91    | cs | César Cielo Filho                                                                             | Brazilia                   | 18 decembrie 2009 | Campionatul brazilian | São Paulo, Brazilia    | [ 3 ] [ 4 ] [ 5 ] [ 6 ] |
| 100 m         | 46.40    |    | Pan Zhanle                                                                                    | China                      | 31 iulie 2024     | jocuri Olimpice       | Paris, Franța          |                         |
| 200 m         | 1:42.00  | cs | Paul Biedermann                                                                               | Germania                   | 28 iulie 2009     | Campionatele Mondiale | Roma, Italia           | [ 8 ] [ 9 ] [ 10 ]      |
| 400 m         | 3:40.07  | cs | Paul Biedermann                                                                               | Germania                   | 26 iulie 2009     | Campionatele Mondiale | Roma, Italia           | [ 11 ] [ 12 ] [ 13 ]    |
| 800 m         | 7:32.12  | cs | Zhang Lin                                                                                     | China                      | 29 iulie 2009     | Campionatele Mondiale | Roma, Italia           | [ 14 ] [ 15 ]           |
| 1500 m        | 14:30.67 |    | Bobby Finke                                                                                   | Statele Unite ale Americii | 4 august 2024     | Jocurile Olimpice     | Paris, Franța          | [ 16 ] [ 17 ]           |
| Spate         |          |    |                                                                                               |                            |                   |                       |                        |                         |
| 50 m          | 23.55    | sf | Kliment Kolesnikov                                                                            | Rusia                      | 27 iulie 2023     | Cupa Rusiei           | Kazan, Rusia           | [ 18 ] [ 19 ]           |
| 100 m         | 51.60    |    | Thomas Ceccon                                                                                 | Italia                     | 20 iulie 2022     | Campionatele Mondiale | Budapesta, Ungaria     | [ 20 ] [ 21 ]           |
| 200 m         | 1:51.92  | cs | Aaron Peirsol                                                                                 | Statele Unite              | 31 iunie 2009     | Campionatele Mondiale | Roma, Italia           | [ 22 ] [ 23 ] [ 24 ]    |
| Bras          |          |    |                                                                                               |                            |                   |                       |                        |                         |
| 50 m          | 25.95    | sf | Adam Peaty                                                                                    | Regatul Unit               | 25 iulie 2017     | Campionatele Mondiale | Budapesta, Ungaria     | [ 25 ] [ 26 ]           |
| 100 m         | 56.88    | sf | Adam Peaty                                                                                    | Regatul Unit               | 21 iulie 2019     | Campionatele Mondiale | Gwangju, Coreea de Sud | [ 27 ] [ 28 ]           |
| 200 m         | 2:05.48  |    | Qin Haiyang                                                                                   | China                      | 28 iulie 2023     | Campionatele Mondiale | Fukuoka , Japonia      | [ 29 ] [ 30 ]           |
| Fluture       |          |    |                                                                                               |                            |                   |                       |                        |                         |
| 50 m          | 22.27    |    | Andriy Govorov                                                                                | Ucraina                    | 1 iulie 2018      | Trofeul Settecolli    | Roma, Italia           | [ 31 ] [ 32 ]           |
| 100 m         | 49.45    |    | Caeleb Dressel                                                                                | Statele Unite              | 31 iulie 2021     | Jocurile Olimpice     | Tokyo, Japonia         |                         |
| 200 m         | 1:50.34  |    | Kristóf Milák                                                                                 | Ungaria                    | 21 iunie 2022     | Campionatele Mondiale | Budapesta, Ungaria     | [ 34 ] [ 35 ]           |
| Mixt          |          |    |                                                                                               |                            |                   |                       |                        |                         |
| 200 m         | 1:52.69  | cs | Léon Marchand                                                                                 | Franța                     | 30 iulie 2025     | Campionatele Mondiale | Singapore, Singapore   | [ 36 ]                  |
| 400 m         | 4:02.50  |    | Léon Marchand                                                                                 | Franța                     | 23 iulie 2023     | Campionatele Mondiale | Fukuoka, Japonia       |                         |
| Ștafetă liber |          |    |                                                                                               |                            |                   |                       |                        |                         |
| 4x100 m       | 3:08.24  | cs | Michael Phelps (47.51) Garrett Weber-Gale (47.02) Cullen Jones (47.65) Jason Lezak (46.06)    | Statele Unite              | 11 august 2008    | Jocurile Olimpice     | Beijing, China         | [ 37 ] [ 38 ] [ 39 ]    |
| 4x200 m       | 6:58.55  | cs | Michael Phelps (1:44.49) Ricky Berens (1:44.13) David Walters (1:45.47) Ryan Lochte (1:44.46) | Statele Unite              | 31 iulie 2009     | Campionatele Mondiale | Roma, Italia           | [ 40 ] [ 41 ]           |
| Ștafetă mixt  |          |    |                                                                                               |                            |                   |                       |                        |                         |
| 4x100 m       | 3:26.78  |    | Ryan Murphy (52.31) Michael Andrew (58.49) Caeleb Dressel (49.03) Zachary Apple (46.95)       | Statele Unite              | 1 august 2021     | Jocurile Olimpice     | Tokyo, Japonia         | [ 42 ]                  |

Legendă: # – Record în așteptarea ratificării de către FINA;

Recorduri care nu au fost stabilite în finală: h – serii; sf – semifinale; s – ștafetă prima parte

cs - costum special, întreg, interzis în prezent 

### Feminin
| Probă         | Timp     | +  | Sportiv                                                                                             | Naționlitate  | Dată              | Eveniment                     | Loc                            | Ref           |
| ------------- | -------- | -- | --------------------------------------------------------------------------------------------------- | ------------- | ----------------- | ----------------------------- | ------------------------------ | ------------- |
| Stil liber    |          |    | |               |                   |                               |                                |               |
| 50 m          | 23.61    | sf | Sarah Sjöström                                                                                      | Suedia        | 29 iulie 2023     | Campionate mondiale           | Fukuoka, Japonia               |               |
| 100 m         | 51.71    | s  | Sarah Sjöström                                                                                      | Suedia        | 23 iulie 2017     | Campionatele Mondiale         | Budapesta, Ungaria             | [ 44 ] [ 45 ] |
| 200 m         | 1:52.23  |    | Ariarne Titmus                                                                                      | Australia     | 12 iunie 2024     | Australian Olympic Trials     | Brisbane, Australia            |               |
| 400 m         | 3:54.18  |    | Summer McIntosh                                                                                     | Canada        | 7 iunie 2025      | Canadian Trials               | Victoria, Canada               |               |
| 800 m         | 8:04.12  |    | Katie Ledecky                                                                                       | Statele Unite | 3 mai 2025        | TYR Pro Swim Series           | Fort Lauderdale, Statele Unite |               |
| 1500 m        | 15:20.48 |    | Katie Ledecky                                                                                       | Statele Unite | 16 mai 2018       | TYR Pro Swim Series           | Indianapolis, Statele Unite    | [ 49 ] [ 50 ] |
| Spate         |          |    | |               |                   |                               |                                |               |
| 50 m          | 26.86    |    | Kaylee McKeown                                                                                      | Australia     | 20 octombrie 2023 | Cupa Mondială de înot         | Budapesta, Ungaria             |               |
| 100 m         | 57.13    |    | Regan Smith                                                                                         | Statele Unite | 18 iunie 2024     | Probe olimpice din SUA        | Indianapolis, Statele Unite    |               |
| 200 m         | 2:03.14  |    | Kaylee McKeown                                                                                      | Australia     | 10 marca 2023     | Štátne majstrovstvá NSW       | Sydney, Austrália              |               |
| Bras          |          |    | |               |                   |                               |                                |               |
| 50 m          | 29.16    |    | Rūta Meilutytė                                                                                      | Lituania      | 30 iulie 2023     | Campionate mondiale           | Fukuoka, Japonia               |               |
| 100 m         | 1:04.13  |    | Lilly King                                                                                          | Statele Unite | 25 iulie 2017     | Campionatele Mondiale         | Budapesta, Ungaria             | [ 53 ] [ 54 ] |
| 200 m         | 2:17.55  |    | Evgeniia Chikunova                                                                                  | Rusia         | 21 aprilie 2023   | Campionatele Rusiei           | Kazan, Rusia                   |               |
| Fluture       |          |    | |               |                   |                               |                                |               |
| 50 m          | 24.43    |    | Sarah Sjöström                                                                                      | Suedia        | 5 iulie 2014      | Campionatele suedeze          | Borås, Suedia                  | [ 56 ] [ 57 ] |
| 100 m         | 54.60    |    | Gretchen Walsh                                                                                      | Statele Unite | 3 mai 2025        | TYR Pro Swim Series           | Fort Lauderdale, Statele Unite |               |
| 200 m         | 2:01.81  | cs | Liu Zige                                                                                            | China         | 21 octombrie 2009 | Jocurile naționale chinezești | Jinan, China                   | [ 59 ] [ 60 ] |
| Mixt          |          |    | |               |                   |                               |                                |               |
| 200 m         | 2:05.70  |    | Summer McIntosh                                                                                     | Canada        | 9 iunie 2025      | Canadian Trials               | Victoria, Canada               |               |
| 400 m         | 4:23.65  |    | Summer McIntosh                                                                                     | Canada        | 11 iunie 2025     | Canadian Trials               | Victoria, Canada               |               |
| Ștafetă liber |          |    | |               |                   |                               |                                |               |
| 4x100 m       | 3:27.96  |    | Mollie O'Callaghan (52.04) Shayna Jack (51,69) Meg Harris (52,29) Emma McKeon (51.90)               | Australia     | 23 iulie 2023     | Campionate mondiale           | Fukuoka, Japonia               |               |
| 4x200 m       | 7:37.50  |    | Mollie O'Callaghan(1:53.66) Shayna Jack(1:55.63) Brianna Throssell(1:55.80) Ariarne Titmus(1:52.41) | Australia     | 27 iulie 2023     | Campionate mondiale           | Fukuoka, Japonia               |               |
| Ștafetă mixt  |          |    | |               |                   |                               |                                |               |
| 4x100 m       | 3:49.34  |    | Regan Smith (57.57) Kate Douglass (1:04.27) Gretchen Walsh (54.98) Torri Huske (52.52)              | Statele Unite | 3 august 2025     | Campionate mondiale           | Singapore, Singapore           |               |

Legendă: # – Record în așteptarea ratificării de către FINA;

Recorduri care nu au fost stabilite în finală: h – serii; sf – semifinale; s – ștafetă prima parte

cs - costum special, întreg, interzis în prezent 

### Mixt
| Probă         | Timp    | + | Sportiv                                                                             | Naționlitate               | Dată          | Eveniment           | Loc                  | Ref |
| ------------- | ------- | - | ----------------------------------------------------------------------------------- | -------------------------- | ------------- | ------------------- | -------------------- | --- |
| Ștafetă liber |         |   |                                                                                     |                            |               |                     |                      |     |
| 4x100 m       | 3:18.48 |   | Jack Alexy (46.91) Patrick Sammon (46.70) Kate Douglass (52.43) Torri Huske (52.44) | Statele Unite ale Americii | 2 august 2025 | Campionate mondiale | Singapore, Singapore |     |
| Ștafetă mixt  |         |   |                                                                                     |                            |               |                     |                      |     |
| 4x100 m       | 3:37.58 |   | Ryan Murphy (52,08) Nic Fink (58,29) Gretchen Walsh (55,18) Torri Huske (51,88)     | Statele Unite ale Americii | 3 august 2024 | Jocurile Olimpice   | Paris, Franța        |     |

## Bazin scurt (25 metri)

### Masculin
,  

| Probă         | Timp     | +   | Sportiv                                                                                         | Naționlitate    | Dată              | Eveniment                     | Loc                              | Ref           |
| ------------- | -------- | --- | ----------------------------------------------------------------------------------------------- | --------------- | ----------------- | ----------------------------- | -------------------------------- | ------------- |
| Stil liber    |          |     |                                                                                                 |                 |                   |                               |                                  |               |
| 50 m          | 19.90    | sf  | Jordan Crooks                                                                                   | Insulele Cayman | 14 decembrie 2024 | Campionatele Mondiale         | Budapesta, Ungaria               |               |
| 100 m         | 44.84    |     | Kyle Chalmers                                                                                   | Australia       | 29 octombrie 2021 | Cupa Mondială                 | Kazan, Rusia                     | [ 69 ] [ 70 ] |
| 200 m         | 1:38.61  |     | Luke Hobson                                                                                     | Statele Unite   | 15 decembrie 2024 | Campionatele Mondiale         | Budapesta, Ungaria               |               |
| 400 m         | 3:32.25  |     | Yannick Agnel                                                                                   | Franța          | 15 noiembrie 2012 | Campionatele franceze         | Angers, Franța                   | [ 72 ] [ 73 ] |
| 800 m         | 7:20.46  |     | Daniel Wiffen                                                                                   | Irlanda         | 10 December 2023  | European Championships        | Otopeni, Romania                 |               |
| 1500 m        | 14:06.88 |     | Florian Wellbrock                                                                               | Germania        | 21 decembrie 2021 | Campionatele Mondiale         | Abu Dhabi, Emiratele Arabe Unite | [ 75 ]        |
| Spate         |          |     |                                                                                                 |                 |                   |                               |                                  |               |
| 50 m          | 22.22    | '#' | Kliment Kolesnikov                                                                              | Rusia           | 23 noiembrie 2022 | Campionatul Rusiei            | Kazan , Rusia                    |               |
| 100 m         | 48.33    |     | Coleman Stewart                                                                                 | Statele Unite   | 29 august 2021    | International Swimming League | Napoli, Italia                   | [ 77 ]        |
| 200 m         | 1:45.63  |     | Mitch Larkin                                                                                    | Australia       | 27 noiembrie 2015 | Campionatele australiene      | Sydney, Australia                | [ 78 ] [ 79 ] |
| Bras          |          |     |                                                                                                 |                 |                   |                               |                                  |               |
| 50 m          | 24.95    |     | Emre Sakçı                                                                                      | Turcia          | 26 decembrie 2021 | Campionatele Turciei          | Gaziantep, Turcia                | [ 80 ]        |
| 100 m         | 55.28    |     | Il'ja Šymanovič                                                                                 | Belarus         | 26 noiembrie 2021 | International Swimming League | Eindhoven, Țările de Jos         | [ 81 ]        |
| 200 m         | 2:00.16  |     | Kirill Prigoda                                                                                  | Rusia           | 13 decembrie 2018 | Campionatele Mondiale         | Hangzhou, China                  | [ 82 ] [ 83 ] |
| Fluture       |          |     |                                                                                                 |                 |                   |                               |                                  |               |
| 50 m          | 21.32    |     | Noè Ponti                                                                                       | Elveția         | 11 decembrie 2024 | Campionatele Mondiale         | Budapesta , Ungaria              |               |
| 100 m         | 47.71    |     | Noè Ponti                                                                                       | Elveția         | 14 decembrie 2024 | Campionatele Mondiale         | Budapesta , Ungaria              |               |
| 200 m         | 1:46.85  |     | Tomoru Honda                                                                                    | Japonia         | 22 octombrie 2022 | Campionatul japonez           | Tokyo, Japonia                   |               |
| Mixt          |          |     |                                                                                                 |                 |                   |                               |                                  |               |
| 100 m         | 49.28    |     | Caeleb Dressel                                                                                  | Statele Unite   | 22 noiembrie 2020 | International Swimming League | Budapesta, Ungaria               | [ 86 ] [ 87 ] |
| 200 m         | 1'48"88  |     | Léon Marchand                                                                                   | Franța          | 1 noiembrie 2024  | Cupa Mondială                 | Singapore, Singapore             |               |
| 400 m         | 3:54.81  |     | Daiya Seto                                                                                      | Japonia         | 20 decembrie 2019 | International Swimming League | Las Vegas, Statele Unite         | [ 89 ] [ 90 ] |
| Ștafetă liber |          |     |                                                                                                 |                 |                   |                               |                                  |               |
| 4x50 m        | 1:21.80  |     | Caeleb Dressel (20.43) Ryan Held (20.25) Jack Conger (20.59) Michael Chadwick (20.53)           | Statele Unite   | 14 decembrie 2018 | Campionatele Mondiale         | Hangzhou, China                  | [ 91 ]        |
| 4×100 m       | 3:01.66  |     | Jack Alexy (45.05) Luke Hobson (45.18) Kieran Smith (46.01) Chris Guiliano (45.42)              | Statele Unite   | 14 decembrie 2024 | Campionatele Mondiale         | Budapesta, Ungaria               |               |
| 4×200 m       | 6:40.51  |     | Luke Hobson (1:38.91) Carson Foster (1:40.77) Shaine Casas (1:40.34) Kieran Smith (1:40.49)     | Statele Unite   | 13 decembrie 2024 | Campionatele Mondiale         | Budapesta, Ungaria               |               |
| Ștafetă mixt  |          |     |                                                                                                 |                 |                   |                               |                                  |               |
| 4×50 m        | 1:29.72  |     | Lorenzo Mora (22.65) Nicolò Martinenghi (24.95) Matteo Rivolta (21.60) Leonardo Deplano (20.52) | Italia          | 17 decembrie 2022 | Campionatele Mondiale         | Melbourne, Australia             | [ 94 ]        |
| 4x100 m       | 3:18.68  |     | Miron Lifintsev (49.31) Kirill Prigoda (55.15) Andrei Minakov (48.80) Egor Kornev (45.42)       | Rusia           | 14 decembrie 2024 | Campionatele Mondiale         | Budapesta, Ungaria               |               |

Legendă: # – Record în așteptarea ratificării de către FINA;

Recorduri care nu au fost stabilite în finală: h – serii; sf – semifinale; s – ștafetă prima parte

cs - costum special, întreg, interzis în prezent 

### Feminin
| Probă         | Timp     | +  | Sportiv                                                                                       | Naționlitate               | Dată              | Eveniment                     | Loc                                      | Ref             |
| ------------- | -------- | -- | --------------------------------------------------------------------------------------------- | -------------------------- | ----------------- | ----------------------------- | ---------------------------------------- | --------------- |
| Stil liber    |          |    |                                                                                               |                            |                   |                               |                                          |                 |
| 50 m          | 22.83    |    | Gretchen Walsh                                                                                | Statele Unite              | 15 decembrie 2024 | Campionatele Mondiale         | Budapesta, Ungaria                       |                 |
| 100 m         | 50.25    |    | Cate Campbell                                                                                 | Australia                  | 26 octombrie 2017 | Campionatele australiene      | Adelaide, Australia                      | [ 97 ] [ 98 ]   |
| 200 m         | 1:50.31  |    | Siobhán Haughey                                                                               | Hong Kong, China           | 17 decembrie 2021 | Campionatele Mondiale         | Abu Dhabi, Emiratele Arabe Unite         | [ 99 ]          |
| 400 m         | 3:50.25  |    | Summer McIntosh                                                                               | Canada                     | 10 decembrie 2024 | Campionatele Mondiale         | Budapesta, Ungaria                       |                 |
| 800 m         | 7:57.42  |    | Katie Ledecky                                                                                 | Statele Unite              | 5 noiembrie2022   | Cupa Mondială                 | Indianapolis, Statele Unite ale Americii |                 |
| 1500 m        | 15:08.24 |    | Katie Ledecky                                                                                 | Statele Unite              | 29 octombrie 2022 | Cupa Mondială                 | Toronto, Canada                          |                 |
| Spate         |          |    |                                                                                               |                            |                   |                               |                                          |                 |
| 50 m          | 25.23    |    | Regan Smith                                                                                   | Statele Unite ale Americii | 13 decembrie 2024 | Campionatele Mondiale         | Budapesta, Ungaria                       |                 |
| 100 m         | 54.02    | r  | Regan Smith                                                                                   | Statele Unite ale Americii | 15 decembrie 2024 | Campionatele Mondiale         | Budapesta, Ungaria                       |                 |
| 200 m         | 1:58.04  |    | Regan Smith                                                                                   | Statele Unite ale Americii | 15 decembrie 2024 | Campionatele Mondiale         | Budapesta, Ungaria                       |                 |
| Bras          |          |    |                                                                                               |                            |                   |                               |                                          |                 |
| 50 m          | 28.37    | sf | Rūta Meilutytė                                                                                | Lituania                   | 16 decembrie 2022 | Campionatele Mondiale         | Melbourne, Australia                     |                 |
| 100 m         | 1:02.36  | =  | Rūta Meilutytė                                                                                | Lituania                   | 12 octombrie 2013 | Cupa Mondială                 | Moscova, Rusia                           | [ 107 ]         |
| 100 m         | 1:02.36  | =  | Alia Atkinson                                                                                 | Jamaica                    | 6 decembrie 2014  | Campionatele Mondiale         | Doha, Qatar                              | [ 108 ]         |
| 100 m         | 1:02.36  | =  | Alia Atkinson                                                                                 | Jamaica                    | 26 august 2016    | Cupa Mondială                 | Chartres, Franța                         | [ 109 ]         |
| 200 m         | 2:12.50  |    | Kate Douglass                                                                                 | Statele Unite              | 13 decembrie 2024 | Campionatele Mondiale         | Budapesta, Ungaria                       |                 |
| Fluture       |          |    |                                                                                               |                            |                   |                               |                                          |                 |
| 50 m          | 23,94    | sf | Gretchen Walsh                                                                                | Statele Unite ale Americii | 10 decembrie 2024 | Campionatele Mondiale         | Budapesta, Ungaria                       |                 |
| 100 m         | 52.71    |    | Gretchen Walsh                                                                                | Statele Unite ale Americii | 14 decembrie 2024 | Campionatele Mondiale         | Budapesta, Ungaria                       |                 |
| 200 m         | 1:59.32  |    | Summer McIntosh                                                                               | Spania                     | 12 decembrie 2024 | Campionatele Mondiale         | Budapesta, Ungaria                       |                 |
| Mixt          |          |    |                                                                                               |                            |                   |                               |                                          |                 |
| 100 m         | 55,98    | tt | Gretchen Walsh                                                                                | Statele Unite ale Americii | 18 octombrie 2024 | Virginia vs Florida Dual Meet | Charlottesville , USA                    |                 |
| 200 m         | 2:01.63  |    | Kate Douglass                                                                                 | Statele Unite ale Americii | 10 decembrie 2024 | Campionatele Mondiale         | Budapesta, Ungaria                       |                 |
| 400 m         | 4:15.48  |    | Summer McIntosh                                                                               | Canada                     | 14 decembrie 2024 | Campionatele Mondiale         | Budapesta, Ungaria                       |                 |
| Ștafetă liber |          |    |                                                                                               |                            |                   |                               |                                          |                 |
| 4x50 m        | 1:32.50  |    | Ranomi Kromowidjojo (23.05) Maaike de Waard (23.16) Kim Busch (23.47) Femke Heemskerk (22.82) | Țările de Jos              | 12 decembrie 2020 | Cupa Wouda                    | Eindhoven, Țările de Jos                 | [ 117 ]         |
| 4x100 m       | 3:25.01  |    | Kate Douglass (50.95) Katharine Berkoff (51.38) Alex Shackell (52.01) Gretchen Walsh (50.67)  | Statele Unite              | 15 decembrie 2024 | Campionatele Mondiale         | Budapesta, Ungaria                       |                 |
| 4x200 m       | 7:30.13  |    | Alex Walsh (1:53.25) Paige Madden (1:53.18) Katie Grimes (1:53.39) Claire Weinstein (1:50.31) | Statele Unite ale Americii | 12 decembrie 2024 | Campionatele Mondiale         | Budapesta, Ungaria                       | [ 119 ] [ 120 ] |
| Ștafetă mixt  |          |    |                                                                                               |                            |                   |                               |                                          |                 |
| 4x50 m        | 1:42.35  |    | Mollie O'Callaghan (25.49) Chelsea Hodges (29.11) Emma McKeon (24.43) Madison Wilson (23.32)  | Australia                  | 17 decembrie 2022 | Campionatele Mondiale         | Melbourne, Australia                     | [ 121 ]         |
| 4x100 m       | 3:40.41  |    | Regan Smith (54.02) Lilly King (1:03.02) Gretchen Walsh (52.84) Kate Douglass (50.53)         | Statele Unite              | 15 decembrie 2024 | Campionatele Mondiale         | Budapesta, Ungaria                       |                 |

Legendă: # – Record în așteptarea ratificării de către FINA;

Recorduri care nu au fost stabilite în finală: h – serii; sf – semifinale; s – ștafetă prima parte

cs - costum special, întreg, interzis în prezent 

### Mixt
| Probă         | Timp    | + | Sportiv                                                                                            | Naționlitate  | Dată              | Eveniment             | Loc                  | Ref |
| ------------- | ------- | - | -------------------------------------------------------------------------------------------------- | ------------- | ----------------- | --------------------- | -------------------- | --- |
| Ștafetă liber |         |   | |               |                   |                       |                      |     |
| 4x50 m        | 1:27.33 |   | Maxime Grousset (20.92) Florent Manaudou (20.26) Béryl Gastaldello (23.00) Mélanie Henique (23.15) | Franța        | 16 decembrie 2022 | Campionatele Mondiale | Melbourne, Australia |     |
| Ștafetă mixt  |         |   | |               |                   |                       |                      |     |
| 4x50 m        | 1:35.15 |   | Ryan Murphy (22.37) Nic Fink (24.96) Kate Douglass (24.09) Torri Huske (23.73)                     | Statele Unite | 14 decembrie 2022 | Campionatele Mondiale | Melbourne, Australia |     |
| 4x100 m       | 3:30.47 |   | Miron Lifintsev (48,90) Kirill Prigoda (54,86) Arina Surkova (55,63) Daria Klepikova (51,08)       | Rusia         | 14 decembrie 2024 | Campionatele Mondiale | Budapesta, Ungaria   |     |

Legendă: # – Record în așteptarea ratificării de către FINA;

Recorduri care nu au fost stabilite în finală: h – serii; sf – semifinale; s – ștafetă prima parte

cs - costum special, întreg, interzis în prezent 

## Deținători de recorduri

### După țară
| Țară          | Nr. recorduri | BL       | BS       | Total    | BL      | BS      | Total   | BL   | BS   | Total |
| Țară          | Nr. recorduri | Masculin | Masculin | Masculin | Feminin | Feminin | Feminin | Mixt | Mixt | Mixt  |
| ------------- | ------------- | -------- | -------- | -------- | ------- | ------- | ------- | ---- | ---- | ----- |
| Statele Unite | 26            | 8        | 6        | 14       | 5       | 6       | 11      |      | 1    | 1     |
| Australia     | 13            | 1        | 3        | 4        | 4       | 4       | 8       | 1    |      | 1     |
| Ungaria       | 6             | 1        | 1        | 2        | 2       | 2       | 4       |      |      |       |
| Suedia        | 6             |          |          |          | 4       | 2       | 6       |      |      |       |
| China         | 5             | 2        |          | 2        | 2       | 1       | 3       |      |      |       |
| Italia        | 5             | 1        | 2        | 3        | 2       |         | 2       |      |      |       |
| Franța        | 4             |          | 3        | 3        |         |         |         |      | 1    | 1     |
| Germania      | 4             | 2        | 2        | 4        |         |         |         |      |      |       |
| Regatul Unit  | 3             | 2        |          | 2        |         |         |         | 1    |      | 1     |
| Brazilia      | 3             | 1        | 2        | 3        |         |         |         |      |      |       |
| Rusia         | 3             |          | 3        | 2        |         |         |         |      |      |       |
| Japonia       | 2             |          | 2        | 2        |         |         |         |      |      |       |
| Jamaica       | 2             |          |          |          |         | 3       | 2       |      |      |       |
| Spania        | 2             |          |          |          |         | 2       | 2       |      |      |       |
| Țările de Jos | 2             |          |          |          |         | 2       | 2       |      |      |       |
| România       | 1             | 1        |          | 1        |         |         |         |      |      |       |
| Ucraina       | 1             | 1        |          | 1        |         |         |         |      |      |       |
| Belgia        | 1             |          | 1        | 1        |         |         |         |      |      |       |
| Turcia        | 1             |          | 1        | 1        |         |         |         |      |      |       |
| Africa de Sud | 1             |          |          |          | 1       |         | 1       |      |      |       |
| Canada        | 1             |          |          |          |         | 1       | 1       |      |      |       |
| Hong Kong     | 1             |          |          |          |         | 1       | 1       |      |      |       |
| Lituania      | 1             |          |          |          |         | 1       | 1       |      |      |       |
| Total         | 92            | 20       | 24       | 44       | 20      | 24      | 44      | 2    | 2    | 4     |

### După sportiv (masculin)
| Nr recorduri | Nume            | Naționalitate | Probă |
| ------------ | --------------- | ------------- | --- |
| 8            | Caeleb Dressel  | Statele Unite | 100m fluture BL 4 × 100m mixt BL 50m liber BS 100m fluture BS 100m mixt BS 4 × 50m liber BS 4 × 100m liber BS Mixt 4 × 50m liber BS |
| 3            | Paul Biedermann | Germania      | 200m liber BL 400m liber BL 200m liber BS                                                                                           |
| 3            | Ryan Lochte     | Statele Unite | 200m mixt BL 4 × 200m liber BL 200m mixt BS                                                                                         |
| 3            | Ryan Held       | Statele Unite | 4 × 50m liber BS 4 × 100m liber BS Mixt 4 × 50m liber BS                                                                            |
| 3            | Adam Peaty      | Regatul Unit  | 50m bras BL 100m bras BL Mixt 4 × 100m mixt BL                                                                                      |
| 3            | Michael Phelps  | Statele Unite | 400m mixt BL 4 × 100m liber BL 4 × 200m liber BL                                                                                    |

### După sportiv (feminin)
| Nr recorduri | Nume                | Naționalitate | Probă                                                                                   |
| ------------ | ------------------- | ------------- | --------------------------------------------------------------------------------------- |
| 5            | Sarah Sjöström      | Suedia        | 50m liber BL 100m liber BL 50m fluture BL 100m fluture BL 4 × 50m mixt BS               |
| 5            | Kelsi Dahlia        | Statele Unite | 4 × 100m mixt BL 100m fluture BS 4 × 50m mixt BS 4 × 100m mixt BS Mixt 4 × 50m liber BS |
| 4            | Katinka Hosszú      | Ungaria       | 200m mixt BL 400m mixt BL 100m mixt BS 200m mixt BS                                     |
| 4            | Ranomi Kromowidjojo | Țările de Jos | 50m liber BS 4 × 50m liber BS 4 × 100m liber BS 4 × 200m liber BS                       |
| 3            | Mireia Belmonte     | Spania        | 800m liber BS 200m fluture BS 400m mixt BS                                              |
| 3            | Femke Heemskerk     | Țările de Jos | 4 × 50m liber BS 4 × 100m liber BS 4 × 200m liber BS                                    |
| 3            | Ariarne Titmus      | Australia     | 400m liber BL 4 × 200m liber BL 400m liber BS                                           |